# Rutgers Athletic Center
El Rutgers Athletic Center, conocido entre 1986 y 2019 como Louis Brown Athletic Center, es un pabellón multiusos situado en la ciudad de Piscataway, Nueva Jersey. Tiene una capacidad para 8000 espectadores, y durante cuatro temporadas, entre 1977 y 1981 fue la sede de los New Jersey Nets de la NBA.

## Historia
El pabellón abrió sus puertas el 30 de noviembre de 1967, con una victoria de los Rutgers Scarlet Knights ante Seton Hall Pirates. Se conoció como Rutgers Athletic Center hasta 1986, cuando cambió el nombre en honor de Louis Brown, un antiguo miembro del equipo de golf que dejó un importante legado a la universidad en su testamento. A pesar del cambio de nombre, al pabellón se le sigue conociendo popularmente como "The RAC" por estudiantes, aficionados y jugadores.